# Кордова (Небраска)
Кордова (англ. Cordova) — селище (англ. village) в США, в окрузі Сюорд штату Небраска. Населення — 92 особи (2020).

## Географія
Кордова розташована за координатами 40°42′59″ пн. ш. 97°21′6″ зх. д. / 40.71639° пн. ш. 97.35167° зх. д. (40.716373, -97.351602).  За даними Бюро перепису населення США в 2010 році селище мало площу 0,64 км², уся площа — суходіл.

## Демографія
Згідно з переписом 2010 року, у селищі мешкало 137 осіб у 61 домогосподарстві у складі 37 родин. Густота населення становила 213 особи/км².  Було 70 помешкань (109/км²).
Расовий склад населення:
| - 98,5 % — білих |

До двох чи більше рас належало 0,7 %. Частка іспаномовних становила 1,5 % від усіх жителів.
За віковим діапазоном населення розподілялося таким чином: 20,4 % — особи молодші 18 років, 54,8 % — особи у віці 18—64 років, 24,8 % — особи у віці 65 років та старші. Медіана віку мешканця становила 44,3 року. На 100 осіб жіночої статі у селищі припадало 101,5 чоловіків;  на 100 жінок у віці від 18 років та старших — 113,7 чоловіків також старших 18 років.
Медіана доходів становила 23 438 доларів для чоловіків та 33 333 долари для жінок. За межею бідності перебувало 7,3 % осіб, у тому числі 0,0 % дітей у віці до 18 років та 10,7 % осіб у віці 65 років та старших.
Цивільне працевлаштоване населення становило 50 осіб. Основні галузі зайнятості: освіта, охорона здоров'я та соціальна допомога — 28,0 %, роздрібна торгівля — 22,0 %, сільське господарство, лісництво, риболовля — 20,0 %.